# Chromis unipa
Chromis unipa là một loài cá biển thuộc chi Chromis trong họ Cá thia. Loài này được mô tả lần đầu tiên vào năm 2009.

## Từ nguyên
Từ định danh unipa được ghép lại từ những chữ cái viết tắt tên của trường Đại học Negeri Papua (Universitas Negeri Papua), ngôi trường đã mời các tác giả đến để hướng dẫn một cuộc nghiên cứu ngư học, từ đó mà loài cá này được phát hiện.

## Phạm vi phân bố và môi trường sống
C. unipa hiện chỉ được biết đến tại vịnh Cenderawasih (Indonesia), được thu thập gần các rạn san hô bụi thấp trên sườn dốc ở độ sâu khoảng từ 42 đến ít nhất là 70 m. Trong lần quan sát này, C. unipa được nhìn thấy cùng với một vài loài cá rạn san hô thường sống ở vùng nước sâu, do đó C. unipa được cho là có thể sống ở vùng nước sâu hơn hiện tại.

## Mô tả
C. unipa có chiều dài cơ thể lớn nhất được ghi nhận là 5 cm. Đầu có màu nâu. Hai bên thân có các dải sọc ngang màu xanh lam và vàng đồng xen kẽ nhau. Vùng bụng màu xám phớt xanh lam. Vây hậu môn có một đốm đen đặc trưng ở sát rìa.
Số gai ở vây lưng: 14; Số tia vây ở vây lưng: 11; Số gai ở vây hậu môn: 2; Số tia vây ở vây hậu môn: 11; Số tia vây ở vây ngực: 18; Số gai ở vây bụng: 1; Số tia vây ở vây bụng: 5; Số vảy đường bên: 14–17; Số lược mang: 27–28.

## Sinh thái học
Thức ăn của C. unipa có lẽ là động vật phù du như những loài cùng chi. Cá đực có tập tính bảo vệ và chăm sóc trứng; trứng có độ dính và bám vào nền tổ.